# Rayhon
 (janvier 2015).
 (mai 2017).
Rayhon Gʻaniyeva , plus connue sous son seul prénom Rayhon, est une chanteuse et actrice ouzbèke, née le 16 septembre 1978 à Tashkent.
Elle s'est fait connaître comme chanteuse à partir de 2002 avec sa chanson Baxtli boʻlaman. Comme actrice, elle est surtout connue pour le rôle principal du film Kechir (2007), qu'elle a également réalisé et coécrit.